# Nanxiongilambda
Nanxiongilambda is een geslacht van uitgestorven zoogdieren behorend tot de Pantodonta. Nanxiongilambda leefde tijdens het Midden-Paleoceen in oostelijk Azië.

## Fossiele vondsten
Fossielen zijn gevonden in de Volksrepubliek China en dateren uit de Asian land mammal age Nongshanian. Van Nanxiongilambda zijn onderkaken en delen van het gebit gevonden in de Nongshan-formatie in de provincie Guangdong.

## Kenmerken
Nanxiongilambda had het formaat van een groot schaap en het was een herbivoor.

## Verwantschap
Nanxiongilambda behoort tot de Pantolambdidae, een familie die voorheen alleen bekend was uit Noord-Amerika. De aanwezigheid van een vorm uit deze groep in oostelijk Azië wijst op een uitwisseling van fauna tijdens het Midden-Paleoceen, waarschijnlijk via Beringia. 